# Smash (The-Offspring-Album)
Smash (englisch für zerschlagen) ist das dritte Studioalbum der US-amerikanischen Punkrock-Band The Offspring und wurde am 8. April 1994 über das Label Epitaph Records veröffentlicht. Es verkaufte sich bis heute über elf Millionen Mal weltweit und ist somit das meistverkaufte Album, das auf einem Independent-Label veröffentlicht wurde.

## Hintergrund
Smash wurde von dem Musikproduzent Thom Wilson produziert und in den Track Record Studios in North Hollywood aufgenommen. Laut Dexter Holland wurde das Album innerhalb von drei Wochen fertiggestellt und kostete 20.000 US-Dollar. Der Gesang wurde als Letztes aufgenommen. Die Band beeilte sich besonders mit den Aufnahmen, da sie die Möglichkeit bekam, als Vorgruppe für die Punkband Pennywise zu spielen, und diese schnellstmöglich auf Tour gehen wollten.

## Musikstil
Stephen Thomas Erlewine von Allmusic beschreibt das Album als "heavy, egal wie sehr die Band behaupte, Punk zu sein". Sie seien langsamer als Hardcore Punk, und ihre Anschläge seien so hart wie die von Metallica.

## Covergestaltung
Das Albumcover ist in gelben Farbtönen gehalten. Es zeigt Oberkörper und Schädel eines Skeletts, das an eine Röntgenaufnahme erinnert. Am oberen Bildrand steht der weiße Schriftzug Offspring und am unteren Rand der Titel Smash in Rot.

## Titelliste
1. Time to Relax – 0:25 (nicht auf der Kassetten-Version enthalten)
2. Nitro (Youth Energy) – 2:27
3. Bad Habit – 3:43
4. Gotta Get Away – 3:52
5. Genocide – 3:33
6. Something to Believe In – 3:17
7. Come Out and Play (Keep ’Em Separated) – 3:17
8. Self Esteem – 4:17
9. It’ll Be a Long Time – 2:43
10. Killboy Powerhead – 2:02
11. What Happened to You? – 2:12
12. So Alone – 1:17
13. Not the One – 2:55
14. Smash / Come Out and Play (Acoustic Reprise) – 10:39

Alle Stücke wurden von The Offspring geschrieben, bis auf Killboy Powerhead, das eine Coverversion der Punkband The Didjits ist.

## Singleauskopplungen
Als Singles wurden die Lieder Come Out and Play, Self Esteem, Gotta Get Away und Bad Habit ausgekoppelt.

## Kommerzieller Erfolg

### Chartplatzierungen
Smash stieg Ende 1994 in die deutschen Albumcharts ein und erreichte in der 18. Kalenderwoche des Jahres 1995 mit Platz 4 die Höchstposition. Insgesamt hielt sich das Album 50 Wochen in den Top 100, davon 22 Wochen in den Top 10. In den USA belegte Smash ebenfalls Rang 4 und konnte sich 101 Wochen in den Charts halten. In den deutschen Jahrescharts 1995 belegte der Tonträger Rang 9.
| ChartsChartplatzierungen       | Höchstplatzierung | Wochen |
| ------------------------------ | ----------------- | ------ |
| Deutschland (GfK)              | 4 (50 Wo.)        | 50     |
| Österreich (Ö3)                | 2 (40 Wo.)        | 40     |
| Schweiz (IFPI)                 | 3 (38 Wo.)        | 38     |
| Vereinigte Staaten (Billboard) | 4 (101 Wo.)       | 101    |
| Vereinigtes Königreich (OCC)   | 21 (39 Wo.)       | 39     |

| ChartsJahrescharts (1995)    | Platzierung |
| ---------------------------- | ----------- |
| Deutschland (GfK)            | 9           |
| Österreich (Ö3)              | 2           |
| Schweiz (IFPI)               | 6           |
| Vereinigtes Königreich (OCC) | 75          |

### Auszeichnungen für Musikverkäufe
Smash verkaufte sich bis heute über elf Millionen Mal weltweit und ist somit das meistverkaufte Album, das auf einem Independent-Label veröffentlicht wurde. Nach Americana ist es der kommerziell erfolgreichste Tonträger von The Offspring. Allein in den Vereinigten Staaten wurden mehr als sechs Millionen Einheiten verkauft, wofür es dort im Jahr 2000 mit sechsfach Platin ausgezeichnet wurde. Im Vereinigten Königreich verkaufte sich das Album bis 2013 über 300.000 Mal und erhielt eine Platin-Schallplatte. Außerdem wurde es in Europa für mehr als zwei Millionen Verkäufe mit Doppel-Platin ausgezeichnet.
| Professionelle Bewertungen | Professionelle Bewertungen |
| -------------------------- | -------------------------- |
| Kritiken                   |                            |
| Quelle                     | Bewertung                  |
| Rolling Stone              | [ 18 ]                     |
| allmusic                   | [ 19 ]                     |

| Land/Region                  | Auszeichnungen für Musikverkäufe (Land/Region, Auszeichnung, Verkäufe) | Verkäufe  |
| ---------------------------- | ---------------------------------------------------------------------- | --------- |
| Australien (ARIA)            | 4× Platin                                                              | 280.000   |
| Belgien (BRMA)               | Platin                                                                 | (50.000)  |
| Europa (IFPI)                | 2× Platin                                                              | 2.000.000 |
| Finnland (IFPI)              | —                                                                      | (74.500)  |
| Japan (RIAJ)                 | Platin                                                                 | 200.000   |
| Kanada (MC)                  | 6× Platin                                                              | 600.000   |
| Neuseeland (RMNZ)            | Platin                                                                 | 15.000    |
| Norwegen (IFPI)              | Gold                                                                   | (25.000)  |
| Österreich (IFPI)            | Gold                                                                   | (25.000)  |
| Schweden (IFPI)              | Platin                                                                 | (100.000) |
| Schweiz (IFPI)               | Platin                                                                 | (50.000)  |
| Vereinigte Staaten (RIAA)    | 6× Platin                                                              | 6.000.000 |
| Vereinigtes Königreich (BPI) | Platin                                                                 | (300.000) |
| Insgesamt                    | 2× Gold · 24× Platin ·                                                 | 9.095.000 |

Hauptartikel: The Offspring/Auszeichnungen für Musikverkäufe